# Остенбергс, Ольгертс
О́льгертс О́стенбергс (латыш. Oļģerts Ostenbergs, в советских документах Ольгерд Индрикович Остенберг; 28 января 1925 — 13 декабря 2012) — советский и латвийский архитектор.

## Биография
Ольгертс Остенбергс родился 28 января 1925 года в городе Даугавпилсе.
Учился на архитектурном факультете Латвийского государственного университета (1946—1951), окончил архитектурный факультет Ленинградского инженерно-строительного института (1957).
После окончания института работал архитектором в разных проектных организациях города Риги. (1957—1961), проектировщиком и главным архитектором Института архитектурно-строительного проектирования «Торгпроект» (1961—1969) и Рижского проектного института «Пилспроект» (1972—1973).
Преподавал в Рижском политехническом институте и Латвийской академии художеств. Член Союза архитекторов с 1963 года и Союза художников Латвийской ССР с 1985 года.

## Творчество
Основные работы Ольгерта Остенберга: Саласпилский мемориальный ансамбль (авторский коллектив, 1967); Памятник советским военнопленным в Саласпилсе (авторский коллектив, 1968); интерьер ювелирного магазина «Рота» (1969); институт «Торгпроект» (1973); рижское кафе «Ленинград» (1973); торговый центр Иманта-4 (1976); административное здание в Латгальском предместье города Риги (1978); памятник Иманту Судмалису в Лиепае (1978, скульпторы В. Албергс и Г. Гриндберга); памятник Александру Чаку в Риге (1981, скульптор Л. Жургина).
Автор индивидуальных проектов жилых и дачных домов. Принимал участие в конкурсах, публиковал работы по теории архитектуры и дизайна в латвийских, польских и немецких печатных изданиях.

## Награды и премии
- Ленинская премия (1970) — за мемориал в Саласпилсе

|                                                                |  |                                                |  |                          |
| Административное здание самоуправления Латгальского предместья |  | Административное здание на ул. Кришьяня Барона |  | Памятник Александру Чаку |